# Queen's University Belfast
La Queen's University Belfast o QUB è un'università pubblica britannica che si trova a Belfast, capitale dell'Irlanda del Nord.
È spesso indicato semplicemente come Queen.
L'università fu istituita nel 1845 e inaugurata nel 1849 come College of Belfast, ma ha radici che risalgono al 1810.
Questa università è membro del Russell Group, della Associazione delle Università del Commonwealth, e della European University Association. L'offerta universitaria ha vari livelli ed una gamma di titoli universitari molto ampia, con oltre 300 corsi di laurea disponibili. L'attuale presidente dell'università è Ian Greer, e il cancelliere è l'ex Segretario di Stato degli Stati Uniti d'America, Hillary Clinton.

## Storia
Queen's University di Belfast ha le sue radici nell'Accademia di Belfast, che è stata fondata nel 1810. L'università attuale è stata chiamata prima "Queen's College di Belfast" nel 1845, quando è stato associata alla contemporanea fondazione del Queen College di Cork e del Queen College di Galway come parte del Queen's University of Ireland - fondata per promuovere l'istruzione superiore per i cattolici e i presbiteriani, come una controparte al Trinity College, Dublin frequentato dagli anglicani. Queen's College of Belfast è stato inaugurato nel 1849 il suo principale edificio , il Palazzo Lanyon, è stato progettato dall'architetto inglese, Sir Charles Lanyon.
Alla sua apertura, aveva 23 professori e 343 studenti. Alcuni dei primi studenti del Queen 's University di Belfast hanno dovuto sostenere degli esami all'Università di Londra.

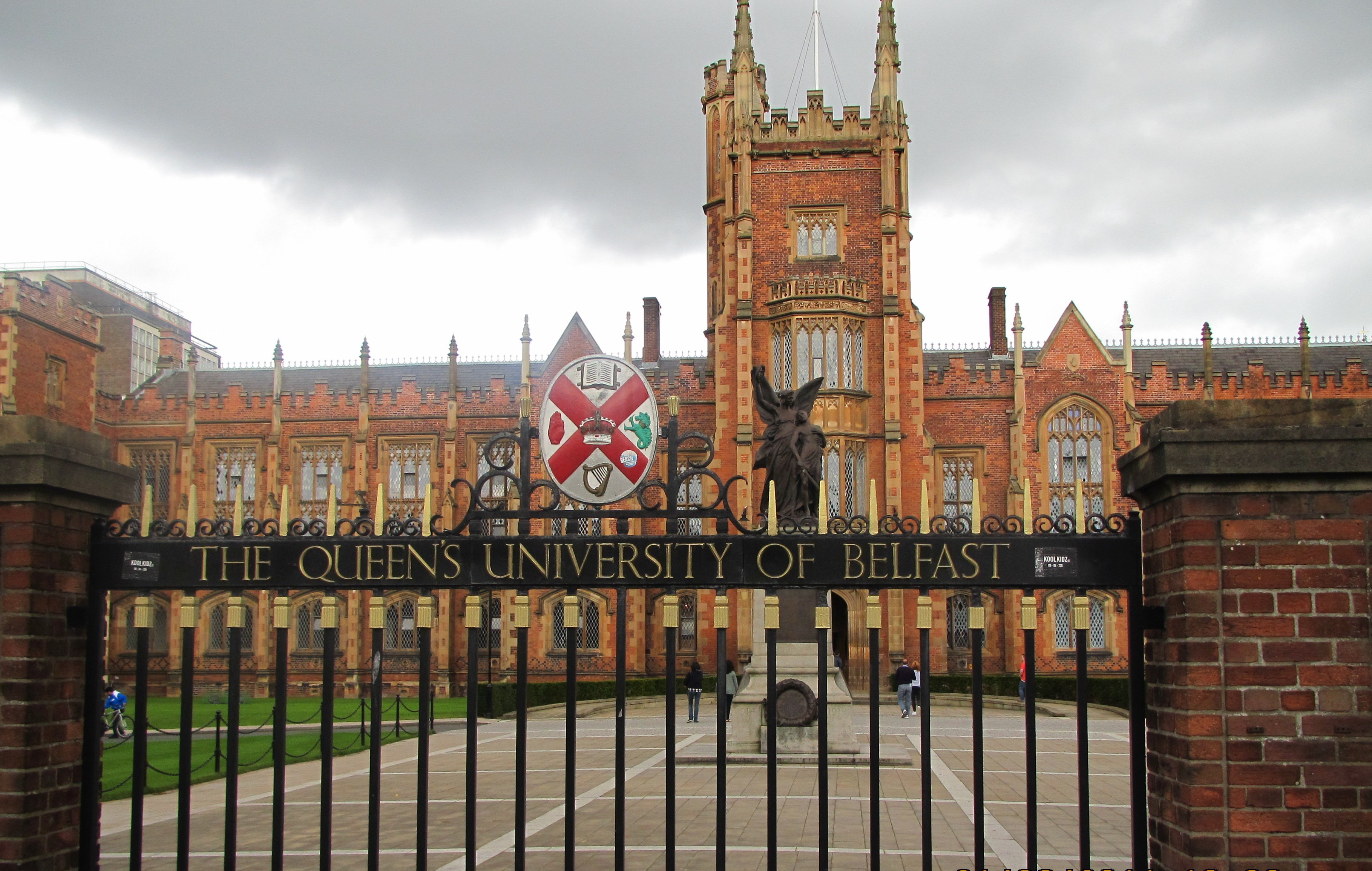
War Memorial e l'ingresso principale

La legge sulle università irlandesi del 1908 ha sciolto il Royal University of Ireland, che aveva sostituito le Università della regina d'Irlanda del 1879, e ha creato due università separate: la corrente "National University of Ireland" e la Queen's University Belfast.

## Galleria d'immagini

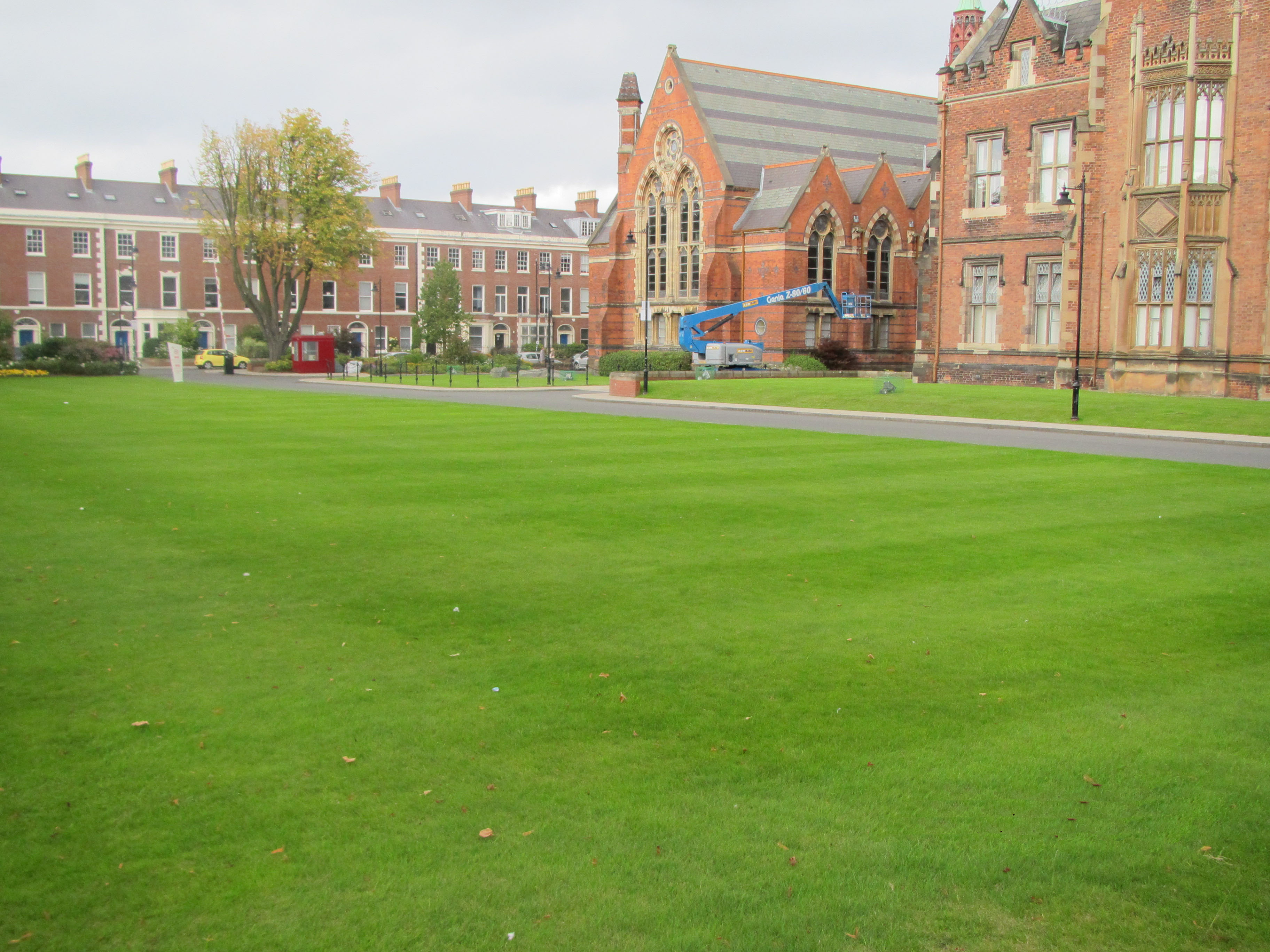
Prato anteriore
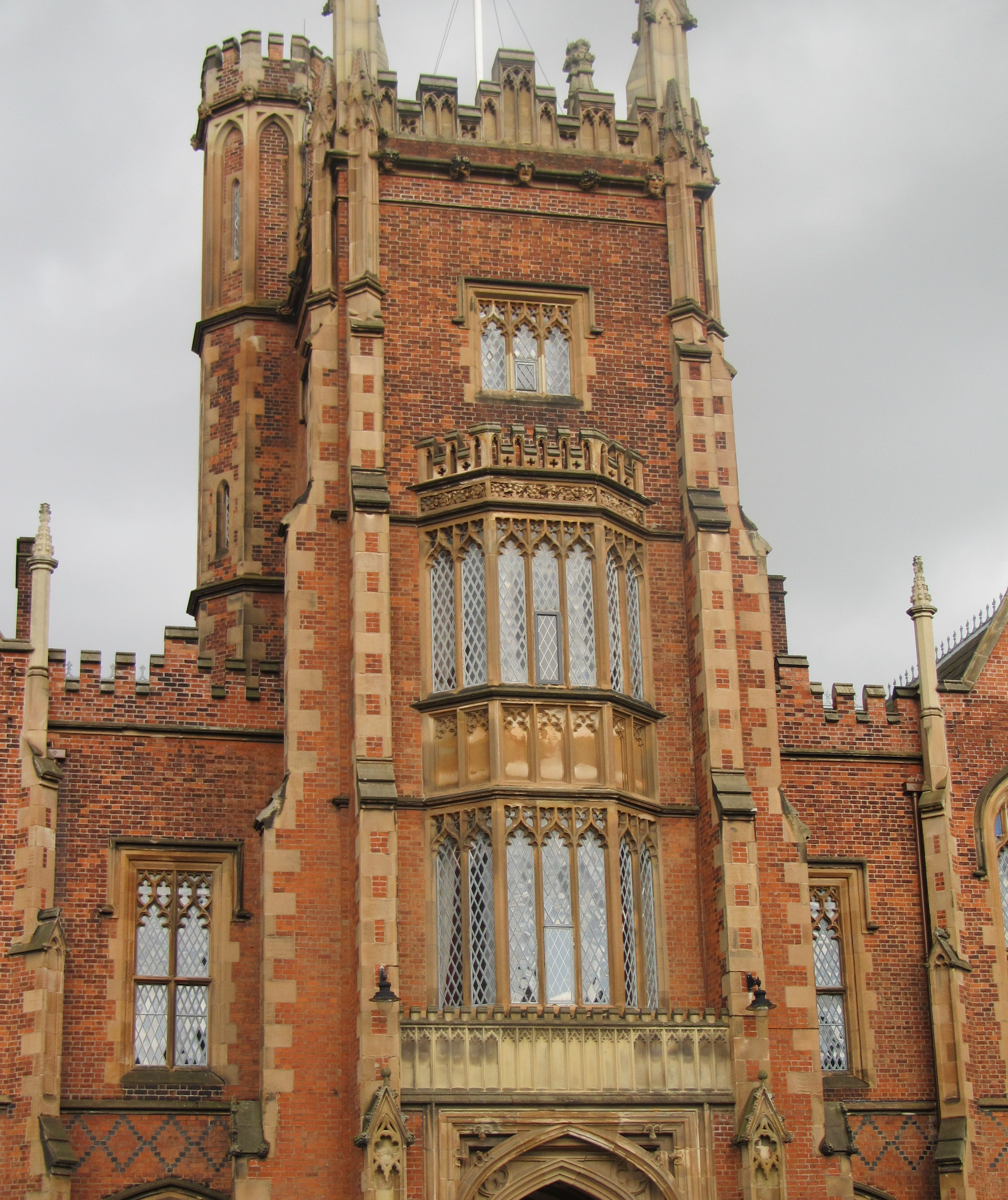
Particolare della Torre Lanyon
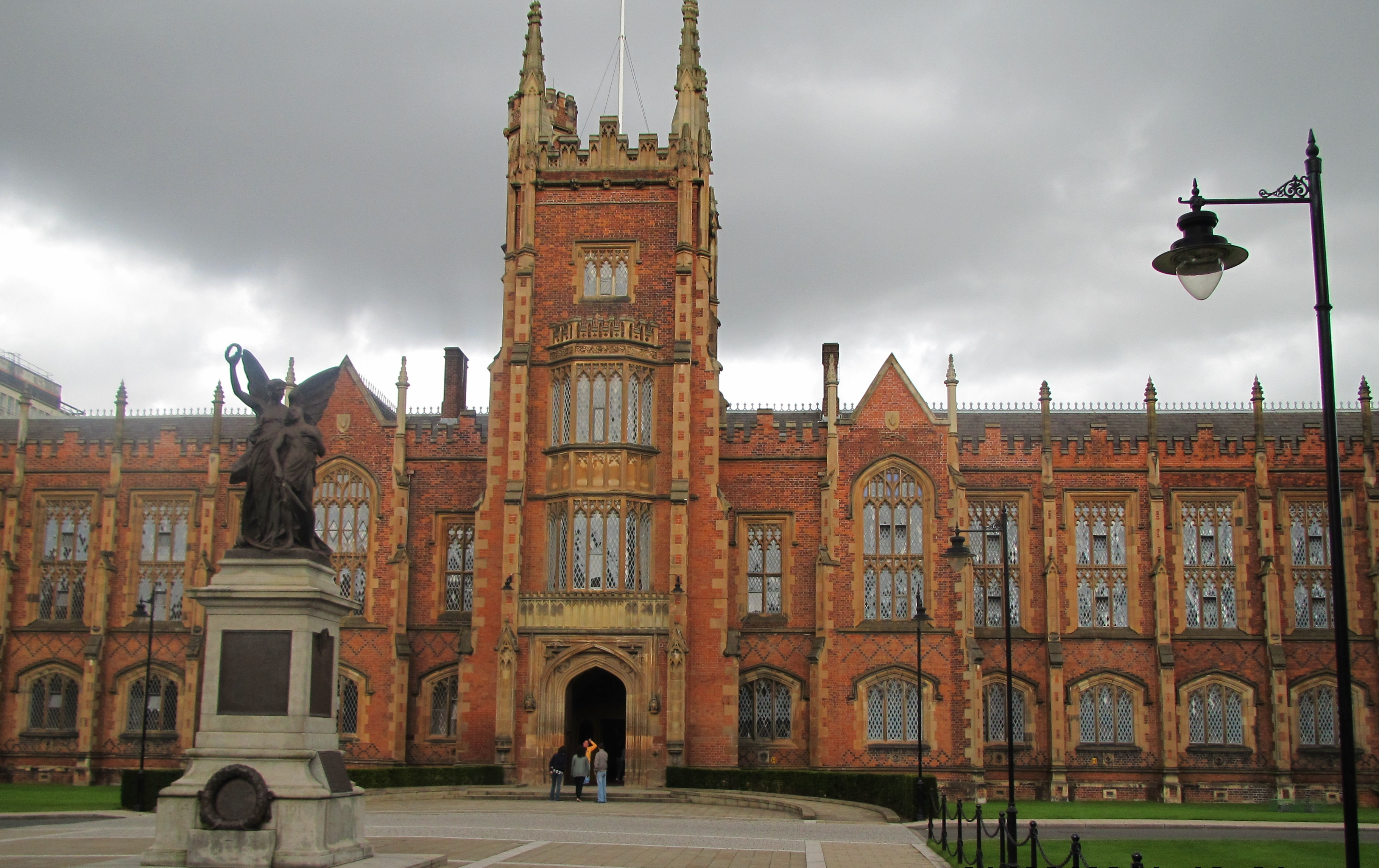
Cortile all'ingresso con il War Memorial
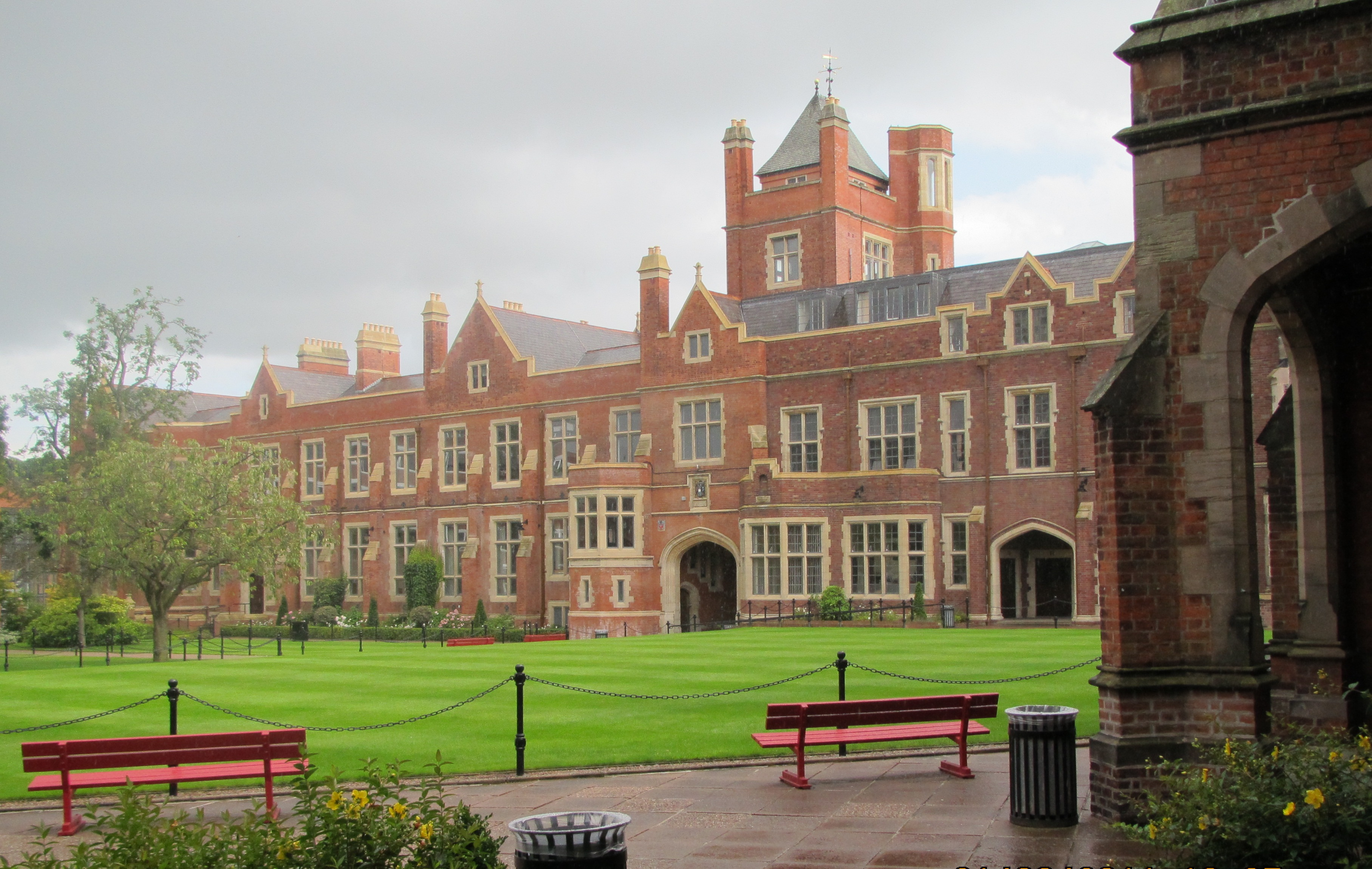
Cortile interno
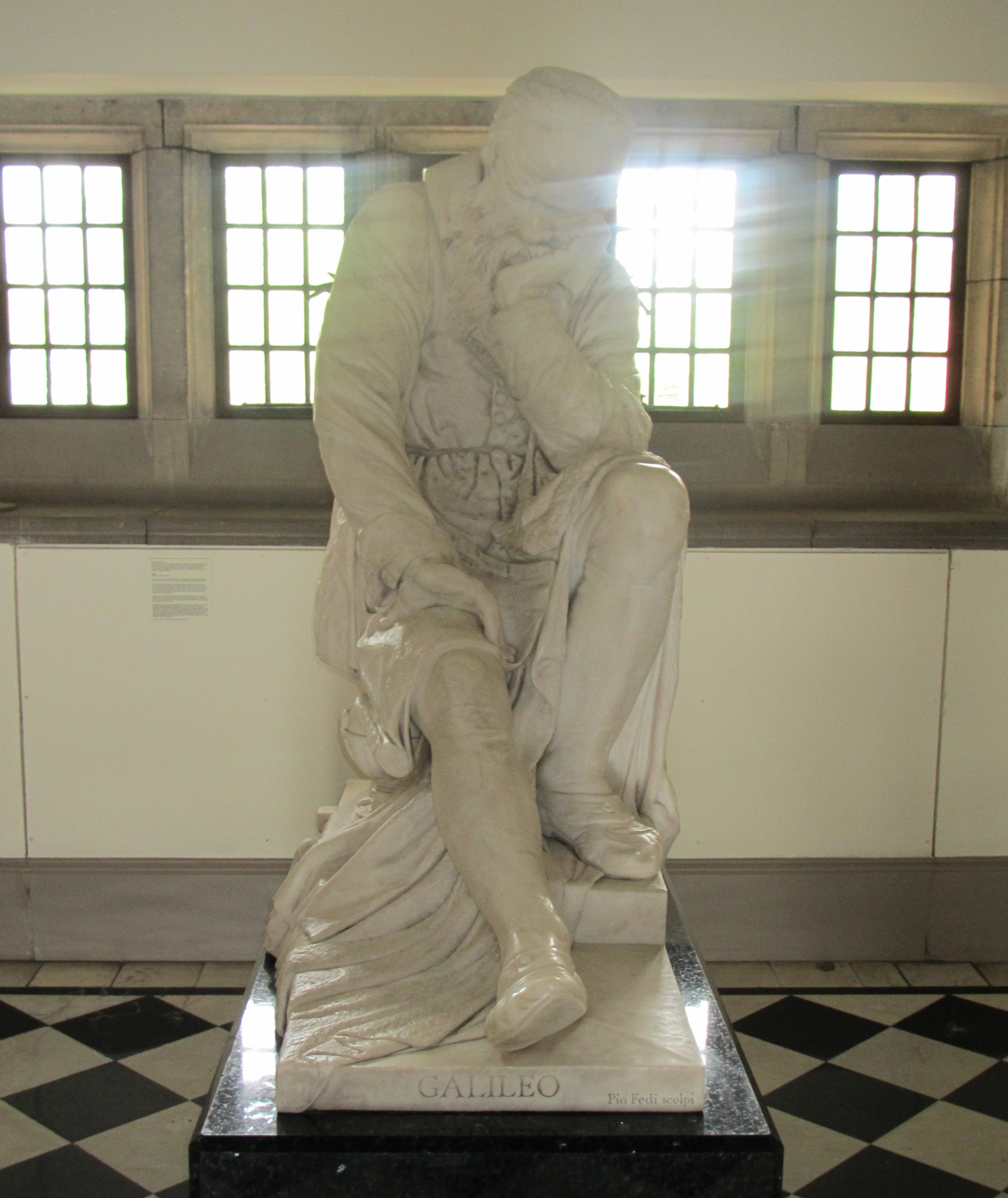
Statua di Galileo all'interno dell'università